# Eye (SEKAI NO OWARIのアルバム)
『Eye』（アイ）は、日本のロックバンド・SEKAI NO OWARIが2019年2月27日にトイズファクトリーから発売したメジャー3枚目（通算4枚目）のオリジナルアルバム。

## 内容
前作『Tree』から約4年1ヶ月ぶりのオリジナルアルバムで、『Lip』と同時発売された。
4年という歳月を経たことについてNakajinは「『Tree』発売後、End of the World名義でのアルバム『Chameleon』の制作をし発売後に次のアルバムのことを考えようと思っていたら時間がかかってしまった」という。
Fukaseは今作について「この4年間で心の中に生まれたことや考えたことがたくさんあり、それを音楽にするには2枚で表現しないといけないと感じた。ことわざに『目は口ほどに物を言う』と言うが、目が語るものと口が語るものは違うと思う。でも、自分のことを語るためには両方必要だから、『Eye』『Lip』という表裏一体をコンセプトにした」と語っている。
作風も前作とは一転し、歌詞は物語に乗せずに、言いたいことをしっかり相手に届けようと意識した楽曲が多くなり、サウンドも、ファンタジーな世界観を表現するために楽器じゃないものを楽器として使用した前作に対し、今作では時代を超えてなお愛される王道な楽器だけが使用されている。Fukaseの歌唱法も、前作までの少年を想起させる歌い方から、大人を意識した歌い方に意図的に変えている。
初回限定盤と通常盤の2形態で発売され、初回限定盤には特典として野外ツアー『SEKAI NO OWARI 野外ツアー2018「INSOMNIA TRAIN」』から山梨公演の模様をスカパー!エディットで収録したDVDが同梱された。いくつかの曲はカットされている。また、メンバーによるMCはすべてカットされている。
オリコンアルバムウィークリーチャートにて、「Lip」が1位、本作が2位となり、トップ2を独占した。

## 収録曲
1. LOVE SONG [3:59]
作詞：Fukase
作曲：Saori、Nakajin
編曲：SEKAI NO OWARI、浅野尚志
仮タイトルは「Kids」で、歌詞はFukase曰く「子供たちについて、子どもたちに対して対等な目線で歌おうと思って書いた」とのこと。しかし、説教臭いと感じたため書き直したが、メンバーから「これは説教じゃなくて子どもたちに対する愛情を感じる曲」と言われたため、最終的に最初に書いたものがそのまま使用され、タイトルを現在の形に変更された[4]。
2. Blue Flower [3:11]
作詞・作曲：Fukase
編曲：SEKAI NO OWARI
バッハのチェンバロ協奏曲第1楽章アレグロがサンプリングされている[4]。
3. ANTI-HERO [3:34]
作詞：Fukase
英補作詞：Nelson Babin-coy
作曲：Nakajin
編曲：SEKAI NO OWARI、Dan the Automator
メジャー8thシングルの表題曲。
4. 夜桜 [3:50]
作詞：Fukase
作曲：Nakajin、Fukase
編曲：SEKAI NO OWARI、斎藤ネコ
5. Monsoon Night [3:38]
作詞：Saori
英補作詞：Nelson Babin-coy
作曲：Nakajin、Fukase
編曲：SEKAI NO OWARI、Marcel Prodan
6. Food [2:43]
作詞・作曲：Fukase
編曲：SEKAI NO OWARI
7. SOS [5:05]
作詞：Saori
英補作詞：Nelson Babin-coy
作曲：Fukase
編曲：SEKAI NO OWARI、Ken Thomas
両A面からなる、メジャー9thシングルの表題曲。
8. Re:set [3:09]
作詞・作曲：Fukase
編曲：SEKAI NO OWARI
9. ドッペルゲンガー [3:50]
作詞・作曲：Nakajin
編曲：SEKAI NO OWARI
ピアノアレンジ：岸田勇気
Nakajinがボーカルを担当した楽曲[4]。
10. エデン [4:01]
作詞・作曲：Fukase
編曲：SEKAI NO OWARI
11. すべてが壊れた夜に [4:40]
作詞・作曲：Fukase
編曲：SEKAI NO OWARI
12. Witch [3:34]
作詞：Fukase
作曲：Fukase、Nakajin
編曲：SEKAI NO OWARI
13. スターゲイザー [3:55]
作詞・作曲：Fukase
編曲：SEKAI NO OWARI
メジャー11thシングルのカップリング曲。

## 収録映像曲 (初回限定盤DVDに収録)
本編
1. インスタントラジオ
2. Love the warz -rearranged-
3. Error
4. RAIN
5. Hey Ho
6. ANTI-HERO
7. RPG
8. Death Disco
9. MAGIC
10. 炎と森のカーニバル
11. Monsoon Night
12. ラフレシア
13. スターゲイザー
14. スターライトパレード
15. Dragon Night

アンコール
1. ピエロ
2. Fight Music

## 参加ミュージシャン
SEKAI NO OWARI
- SEKAI NO OWARI：Synthesizer (#7)、Stomp (#11)、Clap (#9,11)
- Fukase：Vocal (#1〜8,10〜13)、Backing Vocal (#3,4,5,7)
- Nakajin：Programming (#1〜3,5〜9,11〜13)、Synthesizer (#1,2,8,9,12,13)、Vocal (#9)、Backing Vocal (#1,9,11,12)、Acoustic Guitar (#1,3,7,11)、Electric Bass (#1,9,11,13)、Electric Guitar (#3,9,11)、Percussion (#3,9)、Acoustic Bass (#10)、Snare (#13)
- Saori：Piano (#1,2,3,7,8,13)、Fender Rhodes (#9)、Prepared Piano (#13)、Backing Vocal (#10)
- DJ LOVE：Backing Vocal (#11)

Additional Musician
- Dan the Automator：Sound Producer (#3)
- ケン・トーマス：Producer (#7)
- エミリー・ライト：Vocal Producer (#3,5,7)
- マーリン・ケリー：Bass (#5)
- マイク・モーリトン：Drums (#1,5,11)、Latin Percussion (#1)
- 岸田勇気：Piano (#9)
- 吉川忠英：Acoustic Guitar (#4)
- 柳沢二三男：Acoustic Guitar (#4)
- 斎藤ネコ：Conductor (#4)
- 鳥越啓介：Wood Bass (#4)
- 朝川朋之：Harp (#4)
- 中北裕子：Latin Percussion (#4)
- 佐藤帆乃佳ストリングス：Strings (#1,2,12)
- 有坂美香 & The Sunshowers：Gospel (#11,12)
- 高桑秋朝：Vocal Edit (#3,5,7)

## チャートと売上
| チャート（2019年）              | 最高 順位 |
| ------------------------------- | --------- |
| Billboard Japan Hot Albums      | 3         |
| Billboard Japan Top Album Sales | 2         |
| Billboard Japan Download Albums | 5         |
| オリコン週間アルバムチャート    | 2         |

| チャート（2019年）              | 順位 |
| ------------------------------- | ---- |
| Billboard Japan Hot Albums      | 36   |
| Billboard Japan Download Albums | 100  |
| オリコン年間アルバムチャート    | 43   |

### 認定とセールス
| 国/地域                                             | 認定     | 認定/売上数                         |
| --------------------------------------------------- | -------- | ----------------------------------- |
| 日本 (RIAJ)                                         | ゴールド | 105,000（フィジカルCD) （オリコン） |
| * 認定のみに基づく売上数 ^ 認定のみに基づく出荷枚数 |          |                                     |

## タイアップ
- 東宝配給映画『進撃の巨人 ATTACK ON TITAN』主題歌 (#3)
- 東宝配給映画『進撃の巨人 ATTACK ON TITAN エンド オブ ザ ワールド』主題歌 (#7)
- PlayStation 4/PlayStation Vita用ゲーム『キャサリン・フルボディ』イメージソング (#8)
- アサヒビール『アサヒスーパードライ 瞬冷辛口』CMソング (#12)
- 全国夜の遊園地ツアー『竜の夜からの脱出』タイアップソング (#13)